# Leslie Murray
Pour les articles homonymes, voir Murray.
Leslie Allan Murray, dit « Les », né le 17 octobre 1938 à Nabiac (Nouvelle-Galles du Sud) et mort le 29 avril 2019 à Taree (Nouvelle-Galles du Sud), est un poète et critique australien.

## Biographie
Leslie Murray est autiste. Il fait ses études primaires et secondaires à Nabiac, puis au lycée de Taree. En 1957, il commence ses études à l'Université de Sydney où il apprend les langues modernes et devient traducteur professionnel. Lors de son séjour à l'université, il se convertit au catholicisme. Il sert dans la marine australienne. En 1969, il écrit à plein temps après avoir passé quelque temps à voyager et à achever son cursus.
Leslie Murray a été rédacteur en chef de la revue Poetry Australia de 1973 et 1979, avant de participer à une autre publication, Quadrant (en).
Auteur d'une quarantaine d'ouvrages, dont une grande anthologie de la poésie australienne intitulée New Oxford Book of Australian Verse (1986), il est considéré comme « le plus grand poète australien de sa génération, » et l'un des plus productifs de la littérature australienne, et jouissait d'une aura auprès de nombreux critiques et lecteurs.
Catholique engagé, conservateur modéré, il s'engage à la fin des années 1990 en proposant son aide au Premier ministre de l'époque, John Howard, pour rédiger un nouveau préambule à la Constitution australienne.
Son œuvre est largement récompensée par de nombreux prix, Prix TS Eliot, Prix Petrarque, Queen's Gold Medal for Poetry, qui lui a été attribuée sur recommandation du poète Ted Hughes. Il a aussi été pressenti à de nombreuses reprises pour le prix Nobel de littérature.

## Œuvres

### Poésie
- 1965 : The Ilex Tree (avec Geoffrey Lehmann), Canberra, ANU Press[9]
- 1969 : The Weatherboard Cathedral, Sydney, Angus & Robertson[9]
- 1972 : Poems Against Economics, Angus & Robertson[9]
- 1974 : Lunch and Counter Lunch, Angus & Robertson[9]
- 1976 : Selected Poems: The Vernacular Republic, Angus & Robertson[9]
- 1977 : Ethnic Radio, Angus & Robertson[9]
- 1982 : Equanimities
- 1982 : The Vernacular Republic: Poems 1961-1981, Angus & Robertson ; Édimbourg, Canongate ; New York, Persea Books, 1982 et (édition révisée et élargie) Angus & Robertson, 1988[9]
- 1983 : Flowering Eucalypt in Autumn
- 1983 : The People's Otherworld, Angus & Robertson[9]
- 1986 : Selected Poems, Carcanet[9]
- 1987 : The Daylight Moon, Angus & Robertson, 1987; Carcanet 1988 et Persea Books, 1988[9]
- 1994 : Collected Poems, Port Melbourne, William Heinemann Australia[9]
- 1989 : The Idyll Wheel
- 1990 : Dog Fox Field Sydney : Angus & Robertson, 1990; Carcanet, 1991 et New York, Farrar, Straus et Giroux, 1993[9]
- 1991 : Collected Poems, Angus & Robertson, 1991 ; Carcanet, 1991; Londres, Minerva, 1992 et (confiés à The Rabbiter's Bounty, Collected Poems), Farrar, Straus et Giroux, 1991[9]
- 1992 : Translations from the Natural World, Paddington : Isabella Press, 1992 ; Carcanet, 1993 et Farrar, Straus et Giroux, 1994[9]
- 1994 : Collected Poems, Port Melbourne, William Heinemann Australie[9]
- 1996 : Late Summer Fires
- 1996 : Selected Poems, Carcanet
- 1996 : Subhuman Redneck Poems[9]
- 1999 : New Selected Poems, Duffy & Snellgrove[9]
- 1999 : Conscious and Verbal, Carcanet, Duffy & Snellgrove[9]
- 1999 : Freddy Neptune, Carcanet and Duffy & Snellgrove[9]
- 2000 : An Absolutely Ordinary Rainbow
- 2000 : Learning Human, Selected Poems, Farrar Straus Giroux ; publié aussi sous le titre Learning Human, New Selected Poems, Carcanet, 2001[9]
- 2002 : Poems the Size of Photographs, Duffy & Snellgrove et Carcanet
- 2002 : New Collected Poems, Duffy & Snellgrove ; Carcanet, 2003
- 2007 : The Biplane Houses
- 2010 : Taller When Prone, Black Inc Publishing
- 2011 : Killing the Black Dog: A Memoir of Depression, Farrar, Straus and Giroux, 86 pp (autobiographical)[réf. nécessaire]
- 2012 : The Best 100 Poems of Les Murray, Black Inc Publishing[réf. nécessaire]
- 2014 : New Selected Poems, Farrar, Straus and Giroux
- 2015 : Waiting for the Past, Carcanet
- 2015 : On Bunyah, Black Inc Publishing[réf. nécessaire]
- 2018 : Collected Poems, Black Inc Publishing

### Ouvrages en prose
- 1978 : Peasant Mandarin - recueil d'essais, St. Lucia
- 1984 : Persistence in Folly: Selected Prose Writings, Angus & Robertson
- 1984 : The Australian Year: The Chronicle of our Seasons and Celebrations, Angus & Robertson
- 1990 : Blocks and Tackles, Angus & Robertson
- 1992 : The Paperbark Tree: Selected Prose, Carcanet; Minerva, 1993
- 1999 : The Quality of Sprawl: Thoughts about Australia, Duffy & Snellgrove[9]
- 2000 : A Working Forest, essays, Duffy & Snellgrove
- 2002 : The Full Dress, An Encounter with the National Gallery of Australia, National Gallery of Australia

### Collection en tant qu'éditeur
- 1986 : Anthology of Australian Religious Poetry (editor), Melbourne, Collins Dove, 1986 (new edition, 1991)[9]
- 1991 : The New Oxford Book of Australian Verse, Melbourne, Oxford University Press, 1986 and Oxford, Oxford University Press, 1991, 1999[9],[10]
- 1994 : Fivefathers, Five Australian Poets of the Pre-Academic Era, Carcanet Press[9]
- 2005 : Hell and After, Four early English-language poets of Australia Carcanet[9]
- 2005 : Best Australian Poems 2004, Melbourne, Black Inc[9].
- 2012 : The Quadrant Book of Poetry 2001–2010, Sydney, Quadrant Books[9]

## Edition en français
- Daniel Tammet a traduit et publié en 2014 une sélection de poèmes de Murray intitulée C'est une chose sérieuse que d'être parmi les hommes (Editions de L'Iconoclaste)[11].
- Thierry Gillybœuf a traduit en 2011 Le rêve de porter des shorts pour toujours, publié dans une édition bilingue chez L’Oreille du Loup[12]
- Thierry Gillybœuf a traduit et préfacé en 2021 un choix de poèmes intitulé Poèmes vernaculaires, publié chez les éditions de Corlevour.

## Prix et nominations
- 1984 – Prix Kenneth Slessor pour The People's Other World
- 1989 – Récipiendaire du Creative Arts Fellowship, bourse de création artistique de la Bibliothèque Nationale australienne
- 1989 – Officier de l'Ordre d'Australie pour services rendus à la littérature Australienne
- 1990 – Prix Grace Leven pour Dog Fox Field
- 1993 – Prix Kenneth Slessor pour Translations from the Natural World
- 1995 – Prix Pétrarque
- 1996 – prix T. S. Eliot pour Subhuman Redneck Poems
- 1997 – Considéré par le magazine National Trust of Australia comme l'un des cent trésors australiens vivants[13].
- 1998 – Médaille d'or de la Reine pour son œuvre poétique
- 2001 – Nomination pour le prix International Griffin pour Learning Human
- 2002 – Nomination pour le prix International Griffin pour Conscious & Verbal
- 2005 – Prix Mondello (prix littéraire italien) pour Fredy Neptune